# Susna
Susna é um demônio  descrito em textos sagrados hindus, normalmente associado à seca, Susna é frequentemente descrito como possuindo a forma de uma serpente com chifres, é um inimigo do deus Indra.

## Descrição
No Hinduísmo, Susna é um demônio ou asura comumente associado à seca, fome e acumulação. Inimigo de Indra, o demônio faz várias aparições em vários textos  védicos e é freqüentemente associado à Vritra, um grande dragão que obstrui os rios do mundo.
Num contexto etimológico, Susna significa "seca" da raiz "sus", que se traduz em "secar".

## Aparições em textos hindus
Nos textos Brahmana e Yajurveda dentro dos Vedas, Susna é descrito como sendo um inimigo rancoroso (Dasa) do deus Indra. Susna é descrito como um demônio-serpente com chifres, ele ajuda os Asuras em sua guerra contra Indra e seus companheiros deuses  Deva. Sempre que um Asura é morto em batalha, Susna usa sua respiração mística (que contém a essência do  amrta, o fluido da imortalidade) para restaurar o guerreiro caído à vida. Indra descobre essas ressurreições e conspirações para roubar a amrta para ele e seus companheiros deuses. Assim, Indra se transforma em um glóbulo de mel e permite que o demônio o consuma. Uma vez dentro do estômago de Susna, Indra se transforma em um falcão (ou águia), rouba o amrta da boca do demônio e escapa para entregar o prêmio aos outros Devas.
No Rigveda, Susna é descrito como sendo um "filho da névoa" semelhante a Vritra, um dragão enorme que bloqueia os rios do mundo. Assim como Vritra, Susna é visto como causador de secas e inimigo de Indra; no entanto, enquanto Indra é capaz de matar Vritra com um raio, Susna só poderia ser destruído devolvendo a água para a terra. Para derrotar o demônio, Indra destrói a fortaleza de Susna e, a pedido de seu seguidor Kutsa, envia chuvas para acabar com a seca, derrotando então o demônio.  Em uma passagem das notas do texto, Indra "fez as fontes da estação fluírem, e assim matou Susna, o filho dos nevoeiros".